# Merdare
Merdare (v srbské cyrilici Мердаре) jsou obec v Srbsku, v centrálním Srbsku, u hranice s Kosovem. Nacházejí se mezi řekami Kosanica a Dumnica, na hlavním silničním tahu z Prištiny do Niše. Význam obce je dán především díky správnímu (hraničnímu) přechodu, který se v dané oblasti nachází. Obcí rovněž prochází i železniční trať, která historicky pokračovala až do Prištiny, v současné době je ukončená na srbské straně.
Obec administrativně spadá pod město Kuršumlija.